# Магдеев, Наиль Гамбарович
Наиль Гамбарович Магдеев (тат. Наил Гамбәр улы Мәһдиев; род. 12 октября 1959 года, Бугульма, ТАССР) — мэр города Набережные Челны, секретарь Набережночелнинского отделения партии «Единая Россия».

## Биография
Наиль Гамбарович Магдеев родился в городе Бугульма, ТАССР. Окончил бугульминскую школу № 2.
- По окончании школы уехал учиться в Ленинград.
- В 1982 году окончил Ленинградскую лесотехническую академию им. Кирова по специальности «инженер-механик».
- После окончания вуза из Ленинграда переехал в Тюменскую область, где в течение года работал инженером-механиком в ПО «Сергинолес».
- В 1982 году возвращается в родную Бугульму и устраивается инженером в геофизическую ремонтно-комплектовочную контору треста «Татнефтегеофизика» (г. Бугульма).
- С 1984 по 1986 годы был секретарем комитета ВЛКСМ треста «Татнефтегеофизика», а в 1986 году назначен начальником механо-энергетического отдела треста «Татнефтегеофизика».
- В 1990 — первый заместитель председателя исполкома горсовета г. Бугульма.
- В 1992 году назначен на пост заместителя главы администрации Бугульминского района и города Бугульмы по вопросам коммунального хозяйства.
- В 1995—1996 — депутат Госсовета РТ, заместитель председателя комиссии по вопросам государственного строительства местного самоуправления и внешних связей (г. Казань).
- С 1996 по 2005 годы занимал пост председателя Бугульминского объединенного Совета народных депутатов[прояснить], глава администрации Бугульминского района и города Бугульмы.
- В 2005 году защитил кандидатскую диссертацию «Политические векторы международного сотрудничества в области сокращения бедности», присвоена ученая степень кандидата политических наук.
- 2005—2010 — глава Бугульминского муниципального района Республики Татарстан, мэр города Бугульмы.
- 22 апреля 2010 года указом Президента Республики Татарстан Рустама Минниханова утвержден на должность министра лесного хозяйства республики[1].
- В 2015 году, проработав в течение года руководителем Исполнительного комитета Набережных Челнов, Наиль Магдеев был избран на пост мэра города.
  - В первом заседании Городского совета приняли участие 43 из 45 депутатов.
  - За кандидатуру Наиля Магдеева на пост мэра города проголосовал 41 человек[2].
- Наиль Гамбарович является президентом футбольного клуба «КАМАЗ»[3][4].

## Награды
- 2001 — Заслуженный работник жилищно-коммунального хозяйства Республики Татарстан;
- 2001 — Знак «За заслуги в образовании»;
- 2006 — Медаль «За укрепление боевого содружества»;
- 2006 — Медаль «За заслуги в проведении Всероссийской сельскохозяйственной переписи»;
- 2013 — Медаль Республики Татарстан «За доблестный труд»;
- 2014 — Памятная медаль «XXVII Всемирная летняя универсиада 2013 года в г. Казани»;
- 2014 — Благодарность Президента Республики Татарстан;
- 2016 — Почётный знак «За заслуги в развитии местного самоуправления в Российской Федерации»;
- 2018 — Нагрудный знак «За содействие МВД России»;
- 2018 — Медаль ордена «За заслуги перед Отечеством» II степени[5];
- 2019 — Орден «За заслуги перед Республикой Татарстан»[6];
- 2019 — Медаль МЧС России «За пропаганду спасательного дела»;
- 2019 — Почётная грамота Президента Российской Федерации[7];
- 2020 — Медаль «100 лет образования Татарской Автономной Советской Социалистической Республики»;
- 2021 — Благодарность Президента Республики Татарстан;
- 2022 — Благодарность Президента Республики Татарстан;
- 19 апреля 2024 — Орден Дружбы — за заслуги в развитии местного самоуправления в Российской Федерации и многолетнюю добросовестную работу[8].